# أو ماي غيرل
أو ماي غيرل (بالكورية: 오마이걸) هي فرقة فتيات كورية جنوبية تأسست بواسطة شركة WM Entertainment. تتألف الفرقة حاليًا من ست عضوات: هيوجونغ، ميمي، يوآ، سيونغ هي، يوبين، وآرين. 
في البداية، كانت الفرقة تضم ثماني عضوات، لكن جيني غادرت في أكتوبر 2017 بسبب مشاكل صحية، وتبعتها جيهو التي انسحبت في مايو 2022. ظهرت الفرقة لأول مرة في 20 أبريل 2015 بإصدار ألبوم قصير يحمل اسمها.

## أعضاء الفرقة
تتكون الفرقة من:
- هيوجونغ - الإسم الحقيقي تشوي هيو جونغ - 1994 - قائد الفرقة ومغنية .
- ميمي - الإسم الحقيقي كيم مي هيون - 1995 -  مغنية راب
- جيهو - الإسم الحقيقي كيم جي هو - 1997 - مغنية
- سينغهي - الإسم االحقيقي هيون سينغ هي - 1996 - المغنية الرئيسية
- جيني - الإسم الحقيقي شين هي جين - 1995 - مغنية
- بيني - الإسم الحقيقي بي يو بين - 1997 - مغنية
- يوا - الإسم الحقيقي يوو يون جو - 1995- مغنية والراقصة الرئيسية
- أرين - الإسم الحقيقي - تشوي يي ون - 1999 - مغنية